# Кесада, Владимир
Владимир Антонио де ла Тринидад Кесада Арайя (исп. Vladimir Antonio de la Trinidad Quesada Araya; род. 12 мая 1966, Сан-Хосе, Коста-Рика) — коста-риканский футболист, защитник. На протяжении всей своей карьеры выступал за коста-риканский клуб «Депортиво Саприсса».

## Карьера игрока

### Клубная карьера
Владимир Кесада — воспитанник коста-риканского клуба «Депортиво Саприсса». 3 ноября 1985 года он дебютировал за него в национальном чемпионате, в поединке против команды «Мунисипаль Курридабат». 18 сентября 1986 года Кесада забил свой первый гол на высшем уровне, в матче с «Алахуэленсе». Он провёл более 400 игр в национальном чемпионате и более 100 в международных соревнованиях за «Саприссу», выиграв целый ряд турниров. 1 июля 2000 года стало известно о завершении Кесадой своей профессиональной карьеры футболиста.

### Карьера в сборной
Владимир Кесада входил в состав сборной Коста-Рики на чемпионате мира 1990 года в Италии, но остался в числе шести игроков команды, так и не вышедших на поле в этом турнире. Защитник провёл за национальную сборную 31 матч и играл на Кубке наций Центральной Америки 1991 и Золотом кубке КОНКАКАФ 1991.
24 ноября 1996 года Кесада провёл свой последний матч (против Гватемалы) за Коста-Рику.

## Тренерская карьера
Свою тренерскую карьеру Владимир Кесада начинал, работая с молодёжными и резервными командами «Депортиво Саприссы», дважды в начале 2000-х временно возглавляя главную команду. Затем в 2004—2005 годах он был главным тренером клуба «Фусьон Тибас». В 2006 году Кесада возглавил клуб Примеры «Сантос де Гуапилес», но в феврале 2007 года покинул эту должность.
В декабре 2017 года Владимир Кесада был назначен главным тренером «Депортиво Саприссы».